# Регуляторна база активів
Регуляторна база активів (Regulatory Asset Base, RAB) — основна контрольна величина для визначення річних доходів компаній в регульованих секторах, що регулюються в режимі монополії. Це, як правило, сектори, для яких у світлі структурних обмежень та/або соціальної важливості пропонованої послуги (сектори комунального господарства) держава обирає монополію, а не конкурентний вільний ринок. За ці послуги компанії-постачальники, що працюють в режимі монополії, як правило, під державним контролем, отримують винагороду на основі критеріїв, визначених макроекономічним аналізом залучених активів, щоб уникнути жорстокої поведінки, пов'язаної із домінуючим становищем.
Поняття Регуляторна база активів відомо через терміни RAB-регулювання, RAB-тарифи або «стимулююче тарифоутворення».

## Світова практика

#### Світовий досвід переходу на RAB-регулювання
RAB-тариф — поширений метод тарифоутворення, який дозволяє розвивати і модернізувати інфраструктуру.
Вперше методика тарифоутворення на основі регульованої бази інвестованого капіталу (RAB) була застосована у Великій Британії в кінці 1980-х рр..
У середині 1990-х років на RAB-регулювання перейшли більшість країн Західної Європи, Канада, США, Австралія. Європейський Союз у 2002 році зобов'язав країни Східної Європи застосовувати RAB при встановленні тарифів для монополій, і на RAB-регулювання перейшли Чехія, Словаччина, Угорщина, Польща, Румунія, Болгарія та низка інших держав.
У Європі з початку 2000-х RAB-тариф застосовують до всіх інфраструктурних компаній, включно з водоканалами, операторами газотранспортних мереж і операторами електропередач.
Станом на червень 2020 року лише в Україні та Білорусі не було впроваджено європейського тарифного регулювання на розподіл електроенергії

#### Суть RAB-регулювання
Для кожної інвестиції, здійсненої компаніями, що надають регульовані послуги в рамках концесійної діяльності, секторний орган розробляє механізм винагороди на основі наступних величин, зафіксованих періодично та повідомляються компаніями-постачальниками самому Органу:
- витрати на амортизацію вкладених інвестицій, розраховані на основі вартості інвестицій, поступово переоцінених з урахуванням інфляції, поділених на кількість років строку корисного використання активів;
- рентабельність інвестицій, розрахована з чистого вкладеного капіталу або RAB і дорівнює різниці між початковою інвестицією та накопиченою амортизацією, відповідно помножена на середньозважену вартість капіталу (WACC або середньозважену вартість капіталу[en]), встановлену Органом на початку кожного регуляторного періоду та диференційовано за типом послуги.

Збори постачальників послуг, на яких поширюється дія цієї норми, розраховані на основі RAB, відшкодовуються споживачами за оплату комунальних платежів. Цей підхід забезпечує практичну основу для моделі ціноутворення на ринку капіталу (CAPM). У більшості держав-членів ЄС цей метод використовується для оцінки ризиків та визначення вартості капіталу для регульованої діяльності. Рівень системного ризику регульованої діяльності визначається параметром регулюючими органами (регуляторами). Як результат, норма прибутковості фіксується для того, щоб гарантувати прибутковість капіталу компанії, нести ризик та заборгованість, яку вона могла б досягти з подібними ризиками, інвестуючи за ринкових умов.
Національні регулюючі органи повинні визначати вартість кожного активу, який становить регульовану базу активів змодельованої мережі, на основі його відновної вартості.

## Український досвід

#### Передумови впровадження в Україні
Упровадження RAB-регулювання передбачене Угодою про асоціацію України з ЄС в частині імплементації Директиви 2009/72/ЄС, а також Енергетичною стратегією України до 2035 р.
У звіті про результати діяльності Національної комісії, що здійснює державне регулювання у сферах енергетики та комунальних послуг (НКРЕКП) за 2017 рік йдеться про те, що «Однією з передумов інтеграції енергетичного сектору України до енергетичних ринків „ЄС“ та створення привабливого інвестиційного клімату в регульованих НКРЕКП галузях є запровадження загально- прийнятих у країнах з ринковою економікою підходів до тарифного регулювання природних монополій, які базуються на застосуванні концепцій норми прибутку на інвестований капітал (Rate of Return — RoR) та регуляторної бази активів (Regulatory Asset Base — RAB). Ураховуючи основні тенденції у країнах ЄС, подальший розвиток системи тарифного регулювання в Україні має базуватись на впровадженні механізмів багаторічного стимулюючого регулювання із застосуванням методів порівняльного аналізу ефективності компаній (бенчмаркінгу) та врахуванням показників якості послуг. Станом на кінець 2017 року НКРЕКП затверджено повні пакети документів для впровадження стимулюючого регулювання для суб'єктів природних монополій в електроенергетиці, газовому секторі, сферах теплопостачання, централізованого водопостачання та водовідведення. Зокрема, у сфері комунальних послуг робота з розробки нормативної бази стимулюючого регулювання здійснювалась у рамках Проєкту Агентства США з міжнародного розвитку „Муніципальна енергетична реформа в Україні“».
Постановою НКРЕКП № 972 від 27 липня 2017 року запроваджено методику тарифоутворення для розподільчих компаній — обленерго. В Україні створено нормативну базу для переведення українських енергокомпаній на так зване RAB-регулювання. Регуляторна база активів, у данному випадку — це власні потужності обленерго, які підприємство використовує для розподілу електроенергії — стовпи, трансформатори, дроти — все, що утворює мережеву інфраструктуру. Згідно з постановою обленерго зможуть гарантовано отримувати певний рівень прибутковості, який буде вираховуватиметься від вартості активів. Встановлений рівень прибутковості згідно з постановою НКРЕКП — 12,5 %. Затвердження порядку визначення регуляторної бази активів суб'єктів природних монополій, що провадять (мають намір провадити) господарську діяльність з централізованого водопостачання та водовідведення викладено у Постанові № 1135 від 14 вересня 2017.

#### Причини переходу
Серед причин переходу від формування тарифів для обленерго за принципом «витрати плюс» (передбачає включення операційних витрат, амортизації активів, витрати на покриття технологічних втрат електроенергії в мережах, а також прибутку на рівні 3 % рентабельності оператора системи розподілу) до RAB-тарифів експерти називають: 1) амортизацію обладнання (середній вік обладнання обленерго 25—30 років, що дорівнює коефіцієнту старіння порядка 80—90 %; 2) зменшення показника SAIDI — від'єднання внаслідок технічної зношеності, який для України становить 700 хвилин на рік, тоді як в Європейських країнах — 100 хвилин.

#### Параметри RAB-тарифів для ОСР в редакції від 26 серпня 2020 року
26 серпня 2020 року енергорегулятор (НКРЕКУ) затвердив зміни до низки постанов щодо стимулюючого тарифоутворення, встановивши, зокрема, норми доходу на стару і нову базу активів на рівні 3 % і 16,74 % відповідно. Згідно із затвердженою Методикою, 50 % коштів, які є доходами на стару базу активів, обов'язково мають бути реінвестовані у модернізацію мереж операторів систем розподілу. Втрати електричної енергії у мережах операторів систем розподілу мають знизитися щонайменше на 1 % на першому класі напруги та на 3,5 % на другому класі напруги щорічно. Показник SAIDI повинен знизитися рівномірно протягом 13 років з 466 до 150 хвилин в міській місцевості та з 960 до 300 хвилин в сільській місцевості.
За перші 3 роки розподільні компанії повинні створити систему реєстрації відключень в мережах 6-150 кВ, щорічно вони повинна інвестувати в мережі не менше ніж суму амортизації + дохід від плати за реактивну енергію + 50 % прибутку на стару базу активів.
Якщо компанія не виконуватиме умови щодо зниження показника SAIDI, Регулятор може оштрафувати її на суму до 5 % загального доходу.
Ця система тарифоутворення почала працювати з 1 січня 2021 року.